# スキヤキ・ミーツ・ザ・ワールド
スキヤキ・ミーツ・ザ・ワールド（SUKIYAKI meets the world）は、毎年8月下旬に富山県南砺市で開催されるワールドミュージックフェスティバル。

## 概要
1991年（平成3年）4月に福野町（現・南砺市）の若者達がスキヤキ・ネットワークを立ち上げ、同年8月に世界各国おもにアフリカ・アジア・中南米のミュージシャン達による音楽紹介を通じて異文化交流を目的に初めて開催された。現在では毎年8月下旬の金曜日から日曜日の3日間に渡り南砺市福野文化創造センターヘリオスとその周辺で行われており、期間中には約1万人の来場者がある。
開催中は世界各国から招いたプロミュージシャンやアマチュアミュージシャンのライブステージが行なわれるほか、市内に滞在するミュージシャンが会場での各国の楽器演奏指導、楽器製作等多くのワークショップを開くなど、世界各国のミュージシャンと異国文化交流をはかる市民参加型フェスティバルとして続いている。なお開催期間前にも県内各地でミニコンサートや各種ワークショップを開いている。
またこのフェスティバルを通じて誕生したプロの多国籍バンドがアフリカツアーを行なったり、スティールドラムやジャンベなどの楽器を使用するバンド「スキヤキ・スティール・オーケストラ」、「サラマレクム」など5つの市民民族音楽楽団が誕生している。
なおスキヤキ・ミーツ・ザ・ワールド実行委員会は、2002年（平成14年）サントリー文化財団より「サントリー地域文化賞」、2008年（平成20年）には国際交流基金より国際交流基金地球市民賞など数多くの賞を受賞している。
2020年（令和2年）5月19日、新型コロナウイルス感染症の拡大を受け、関係諸団体は30回目の節目となるこの年の開催中止を決定した。2021年（令和3年）は、2年ぶりに日程をずらしコロナ対策を施したうえで、10月23日・24日に行われた。

## 開催中の主なイベント
- ステージライブ（プロ・アマチュア）
- 音楽パレード
- ワークショップ
- シンポジューム
- フード・グッズマーケット

など

## 主なライブステージ会場
- ヘリオスステージ（南砺市福野創造センターヘリオス内 円形劇場ヘリオス）
- フローラルステージ（南砺市園芸植物園「フローラルパーク」）
- クラブステージ（南砺市福野創造センターヘリオス内 軽食喫茶室）
- カフェステージ（南砺市福野創造センターヘリオス 前庭）

## 受賞歴
- 1996年（平成8年）11月 北日本新聞社地域社会賞（北日本新聞社）
- 2002年（平成14年）7月 サントリー地域文化賞（サントリー文化財団）
- 2002年（平成14年）9月 富山県部門功労（文化分野）表彰
- 2008年（平成20年）2月 地球市民賞（国際交流基金）
- 2008年（平成20年）3月 とやま未来遺産選定
- 2010年（平成22年）11月 南砺市功労表彰
- 2011年（平成23年）3月 ふるさとイベント大賞 優秀賞（財団法人地域活性化センター）
- 2012年（平成24年）2月 地域再生大賞 優秀賞